# Pyrrhia olivaria
Pyrrhia olivaria är en fjärilsart som beskrevs av Ludwig Carl Friedrich Graeser 1889. Pyrrhia olivaria ingår i släktet Pyrrhia och familjen nattflyn. Inga underarter finns listade.